# 后突厥西征
后突厥西征，711年（唐睿宗景云二年），后突厥出兵击败突騎施可汗娑葛（守忠）、进而进攻中亚的战争。古突厥文《暾欲谷碑》记载此事。
娑葛的弟弟遮弩，怨恨所统率的部落少于娑葛，于是投靠默啜。711年，默啜发兵二万攻打突騎施，遮弩请求充当向导，攻打娑葛。娑葛兵败被俘，默啜还兵，将娑葛、遮弩兄弟二人全部杀死。突骑施部落臣服于后突厥。娑葛部将黑姓苏禄召集余部，成为突骑施首领。716年，突厥可汗默啜被杀之后，苏禄自立为可汗。
远征军后进攻中亚，兵临铁门关，被大食名将屈底波打败而归。